# Skrajna Małołącka Turnia
Skrajna Małołącka Turnia (ok. 1830 m) – jedna z kilku turni w północno-zachodniej grani Małołączniaka w Tatrach Zachodnich. Jej bardzo niewybitny i trawiasty wierzchołek znajduje się pomiędzy dwoma również niewybitnymi przełączkami: Małołąckim Siodłem oddzielającym go od Kobylarzowej Kopki oraz Zagonnymi Wrótkami oddzielającymi go od turniczki Zagonny Ząb. W południowo-zachodnim kierunku odchodzą od jej wierzchołka dwie grzędy, tworzące obramowanie dla Kobylarzowego Zachodu, Szarego Żlebu i Kobylarzowego Żlebu.
Skrajna Małołącka Turnia jest z łatwością dostępna z Czerwonego Grzbietu. Ma jednak atrakcyjną dla taterników ścianę północno-wschodnią, obrywającą się do Wyżniego w Dolinie Małej Łąki. Od południowej strony ściana ta ograniczona jest Żlebem Pronobisa, od północnej dużą depresją opadającą z Zagonnych Wrótek. Ściana jest w większości skalista, są w niej przewieszone ścianki, liczne zachody, uskoki i płytko wcięte skalisto-trawiaste depresje. Kombinacja tych różnorodnych formacji skalnych daje możliwość pokonania ściany różnymi wariantami. Atrakcyjnym celem wspinaczkowym taterników był tutaj zwłaszcza lewy filar o wysokości około 250 m, opadający do środkowej części wielkiego żlebu Zagon. Pierwszego przejścia dokonali Janusz Bidziński i Andrzej Cynka 7 sierpnia 1980 r. Natrafili oni jednak na ślady wcześniejszego, nieopublikowanego przejścia (hak, luźne pętle). Swoje przejście tak opisywali: Ze względu na dużą ilość ruchomych traw droga wymaga bardzo starannej asekuracji.
Od 1982 rejon ten jest zamknięty dla taterników, wspinaczka tutaj została przez Tatrzański Park Narodowy zakazana. Park konieczność ścisłej ochrony całego rejonu Wielkiej Turni uzasadnia tym, że jest to jedno z zaledwie pięciu miejsc w polskich Tatrach, w których kozice mogą spędzić zimę. Płoszone przez wspinaczy przenoszą się w inne rejony, gdzie giną w lawinach. Na Skrajnej Małołąckiej Turni stwierdzono też występowanie potrostka alpejskiego i traganka wytrzymałego – bardzo rzadkich roślin, w Polsce występujących tylko w Tatrach i to w nielicznych miejscach.

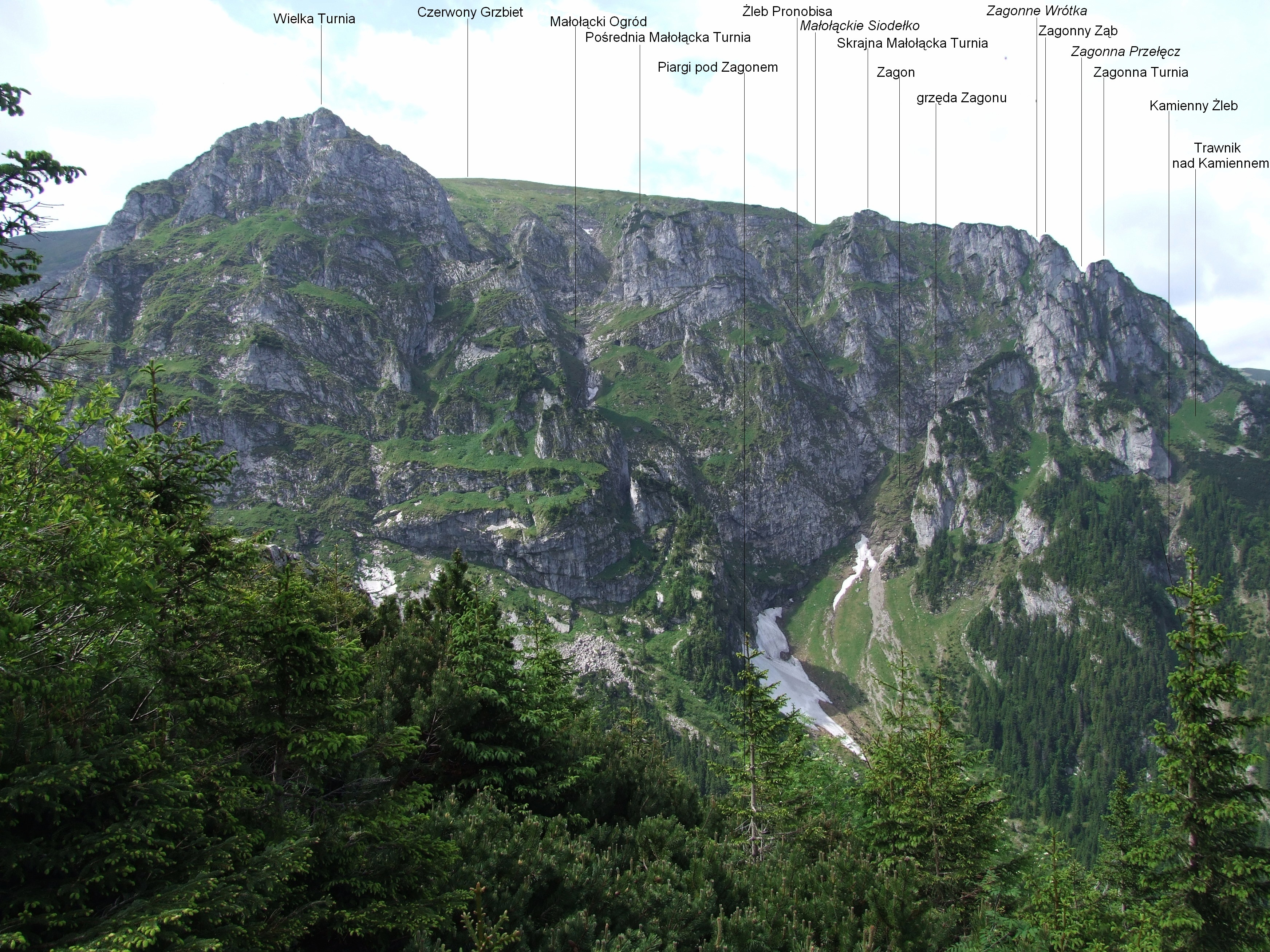
Widok od północno-wschodniej strony